# Ecorregión terrestre estepa patagónica
La ecorregión terrestre estepa patagónica (NT0805) es una georregión ecológica terrestre situada en las sierras, mesetas y llanuras del sur de la Argentina. Se la incluye entre los pastizales, sabanas, y matorrales templados del neotrópico de la ecozona Neotropical.

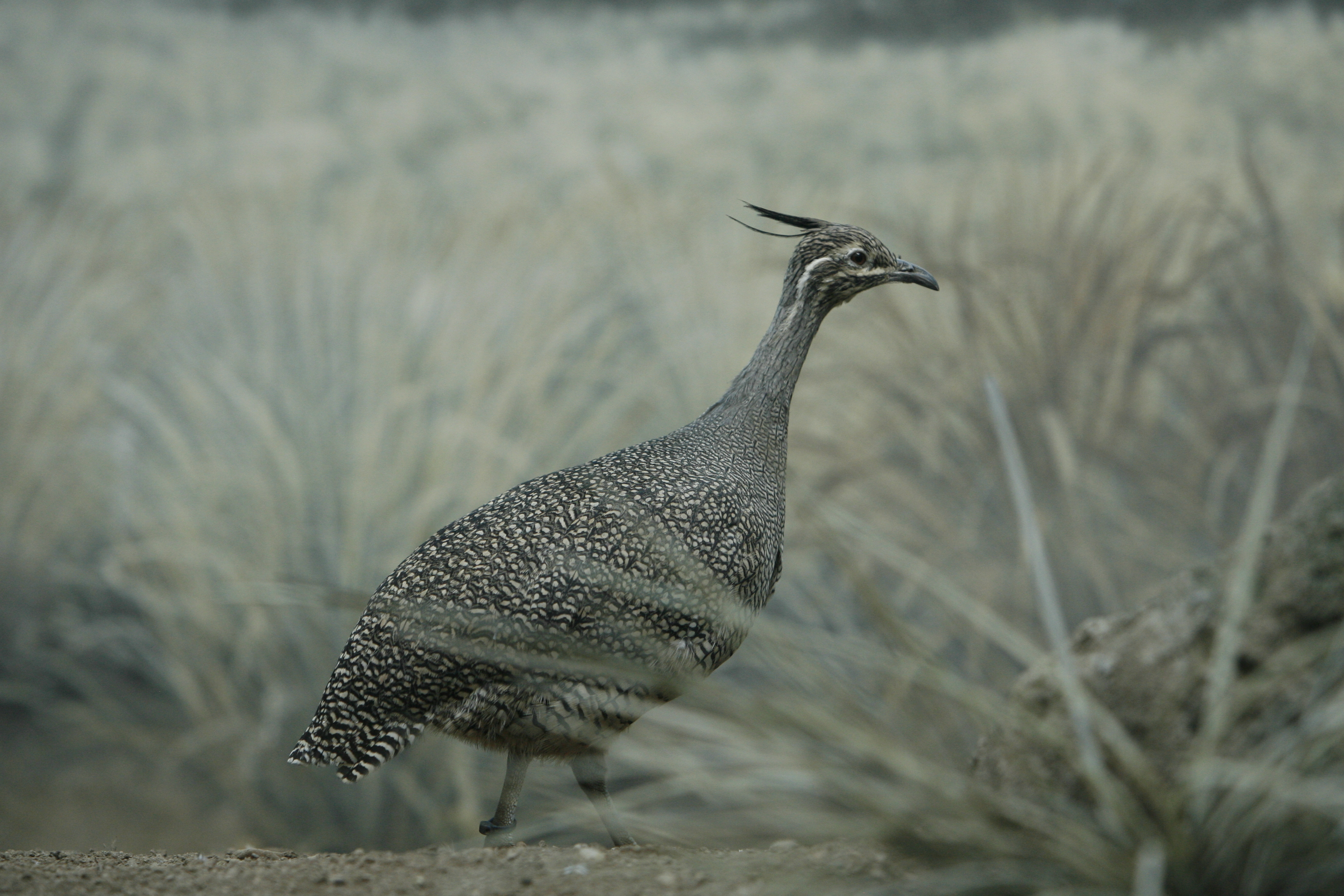
La copetona común (Eudromia elegans) es una especie abundante en esta ecorregión.

## Características generales y distribución de la Ecorregión terrestre estepa patagónica

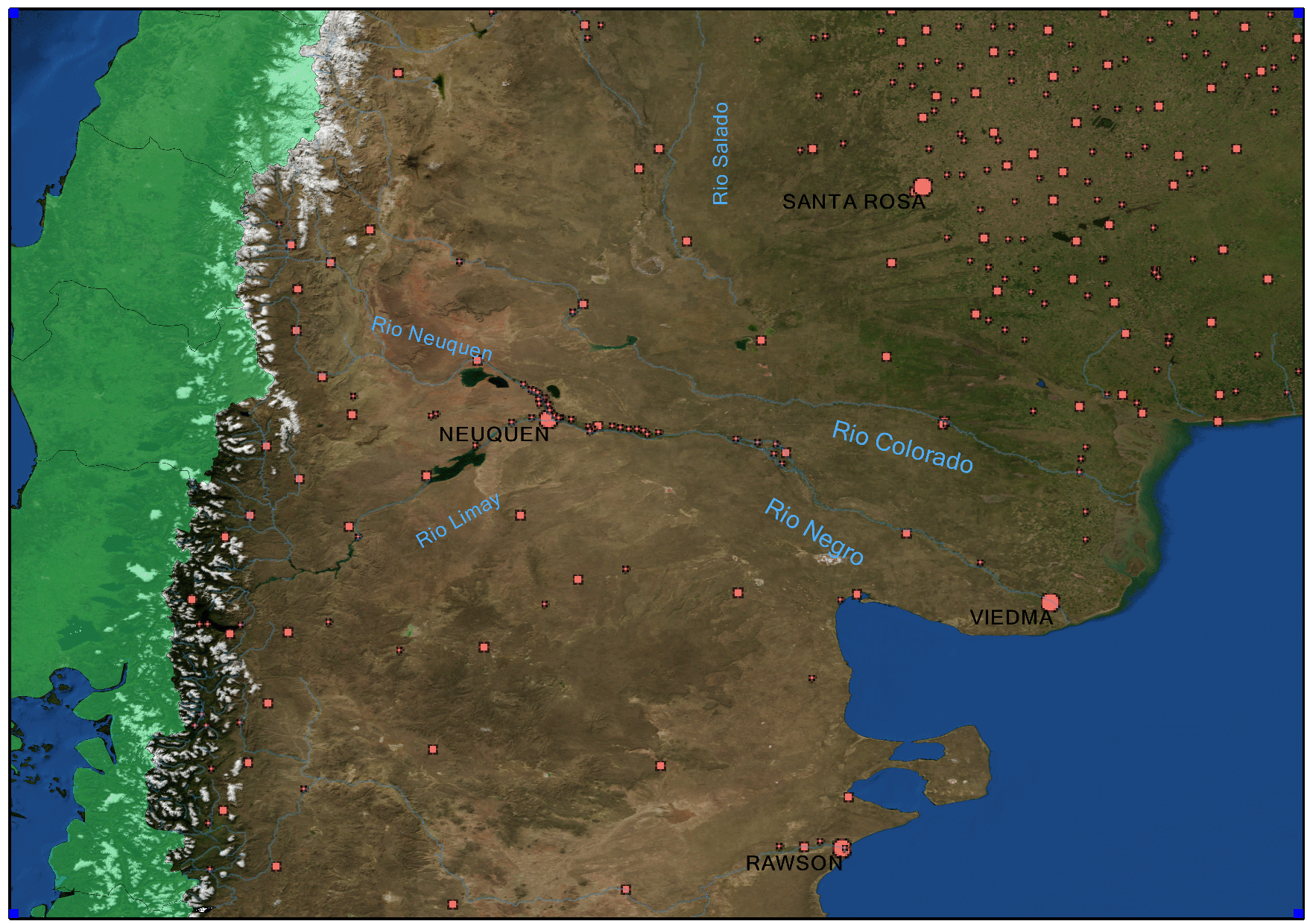
El sector septentrional de esta ecorregión.

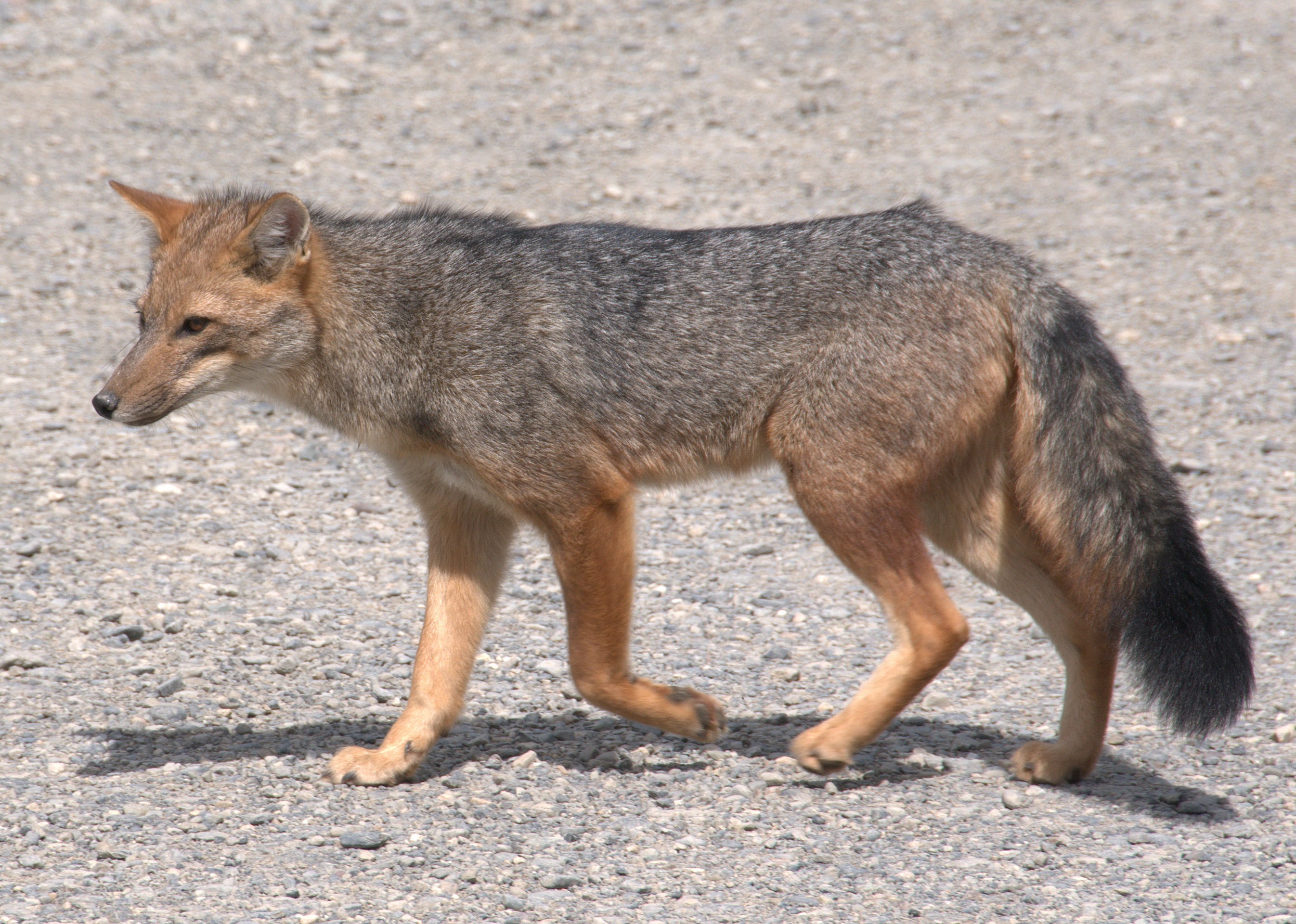
El zorro culpeo o colorado patagónico (Lycalopex culpaeus magellanicus) es un cánido común en esta ecorregión.

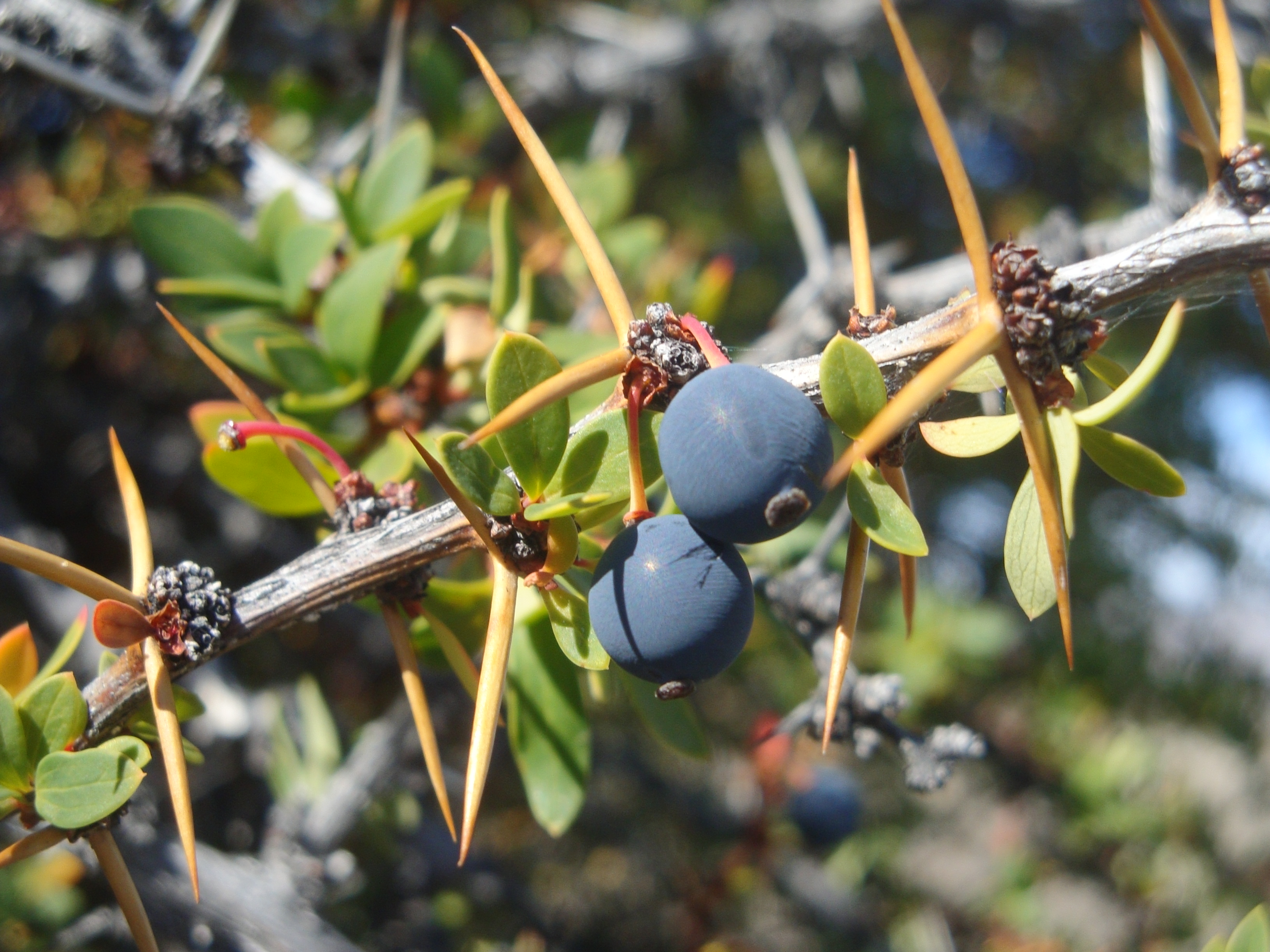
El calafate (Berberis microphylla), es un arbusto característico de esta ecorregión.

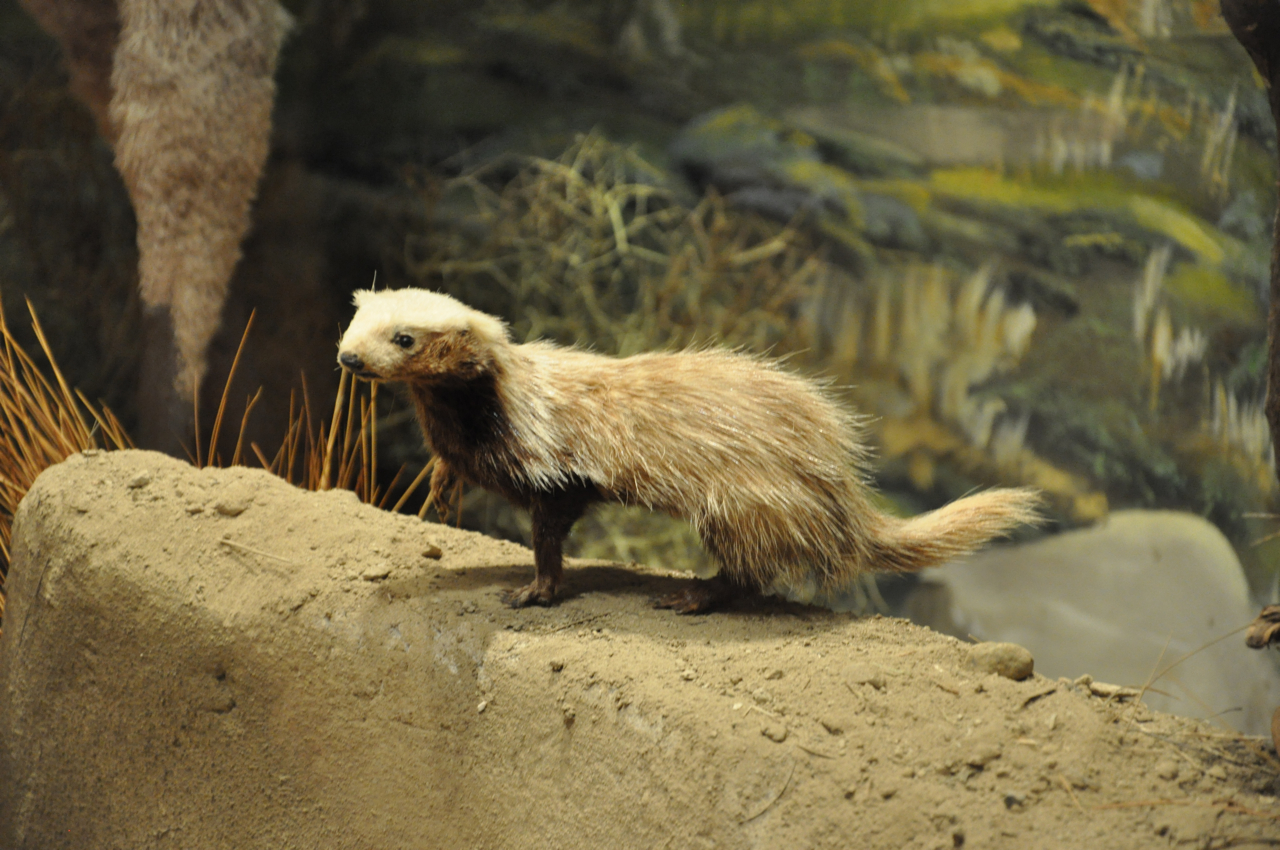
El huroncito patagónico (Lyncodon patagonicus), un mamífero característico de esta ecorregión.

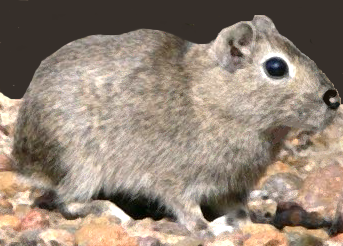
El cuis enano (Microcavia australis) es una especie abundante en esta ecorregión.

Esta ecorregión se encuentra en la Patagonia esteparia septentrional y central. En la Argentina se encuentra desde el sur de Mendoza, el centro del Neuquén, el centro y oeste del Río Negro, gran parte del Chubut y el norte y centro de Santa Cruz, llegando por el sur hasta el río Coyle en el sector austral de esa provincia.
Longitudinalmente comprende desde las costas del mar Argentino del océano Atlántico por el este hasta los bosques subantárticos que se encuentran en el pedemonte oriental de la cordillera de los Andes.
Hacia el sur limita con la Ecorregión terrestre pastizales patagónicos, mientras que hacia el noreste lo hace con la del monte de llanuras y mesetas. Una ancha franja de esta última se interpone entre el cuerpo principal de la ecorregión estepa patagónica y otra zona que suele ser incluida en ella: la península Valdés. 
El ecosistema natural es una dilatada estepa arbustiva, con arbustos en general bajos, en forma de cojín, dejando mucho suelo desnudo enderredor. En las quebradas el arbustal es más denso y los ejemplares adquieren mayor porte. Son limitados los sectores plenamente herbáceos, estepas de coironales, gramíneas de hojas duras y punzantes.
En idioma galés, lengua de la colonización galesa en Argentina, la estepa se denomina Y Paith.

## Características geográficas

### Relieve y suelos
Los tipos de esta región ecológica incluye montañas  y sierras bajas, mesetas y llanuras. Los suelos son variables pero generalmente son rocoso-arenosos, pobre en materiales finos y materia orgánica. También hay piedras grandes.

### Clima y  suelos
El clima va de templado a frío, siendo muy seco. Las nevadas invernales pueden ser severas; casi no hay ningún período libre de heladas. La temperatura disminuye con el aumento de la latitud, mientras que las lluvias, y en especial su rendimiento, aumentan hacia el sur y el oeste. Soplan durante todo el año fuertes vientos del cuadrante oeste.